# Drosophila palustris
Drosophila palustris är en tvåvingeart som beskrevs av Spencer 1942. Drosophila palustris ingår i släktet Drosophila och familjen daggflugor.
Artens utbredningsområde täcker delar av USA, inklusive delstaterna Nebraska, Minnesota, Ohio, Illinois, New York och New Jersey.